# Patrimoine routier

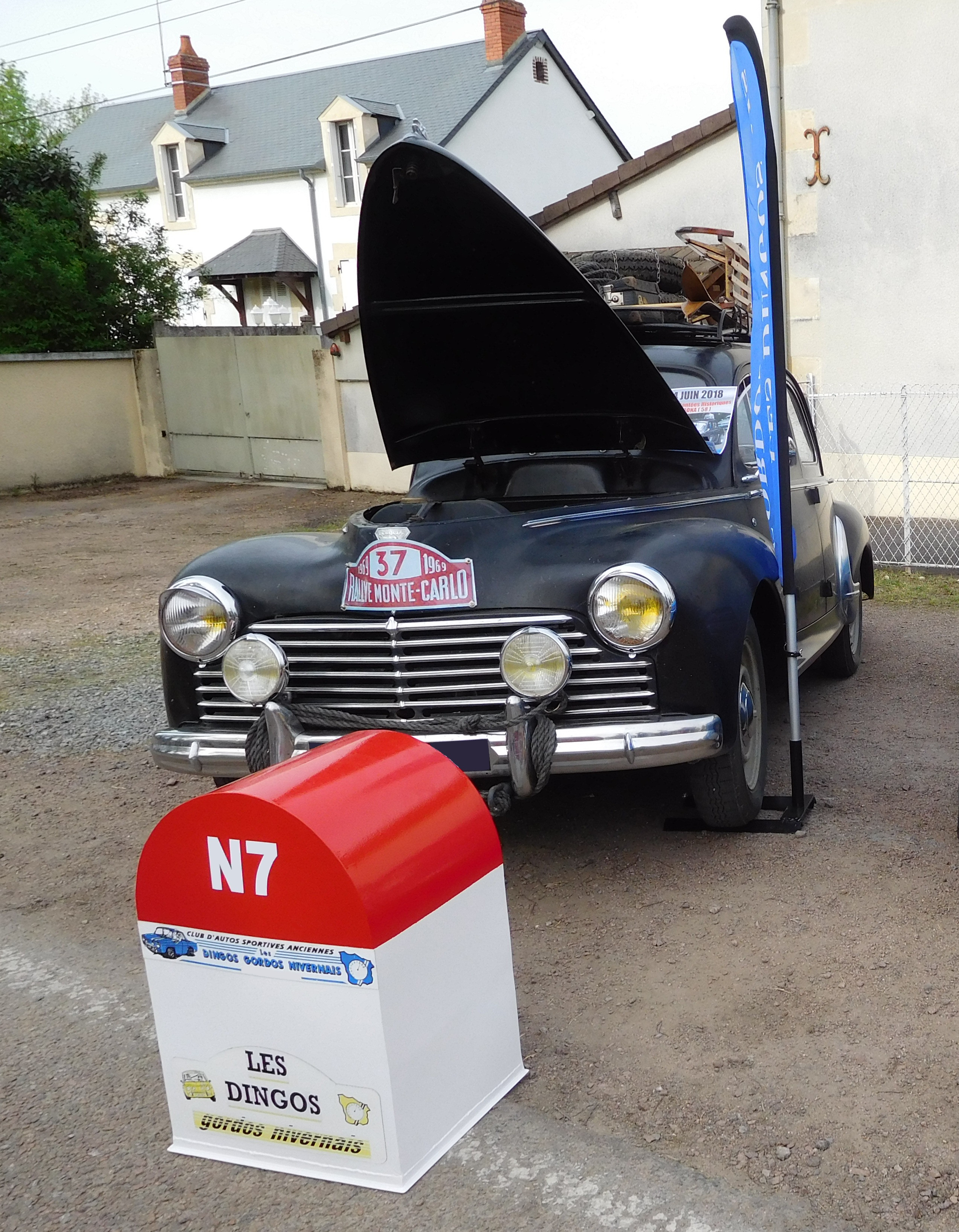
Manifestation festive liée à la route nationale 7, la « route des vacances » en France, avec une Peugeot 203.

Le patrimoine routier désigne à la fois les biens routiers possédés et gérés par une institution ou une entreprise, et l'ensemble des éléments produits par l'histoire des routes. Le patrimoine automobile relève également du patrimoine routier.
Le patrimoine routier est un patrimoine à la fois technique et culturel, matériel et immatériel.

## Description
Le patrimoine routier comprend les anciens axes routiers (dans une pratique pouvant relever de l'« archéologie routière »), et l'histoire que l'on peut en retracer.
Il comprend aussi différents objets liés au développement des réseaux routières, comme les panneaux de signalisation, les plaques de cocher ou les panneaux en béton Michelin, qui relèvent aussi du « petit patrimoine », mais également les bornes routières.
On peut y associer également les atlas, les cartes routières, et les documents produits par les entreprises spécialisées dans la fabrication de ce type d'objets.
Les événements liés à la valorisation de l'histoire des routes et des communications routières peuvent aussi relever de ce champ patrimonial, comme le folklore lié à l'animation de la route nationale française no 7, qui va de Paris à Menton.

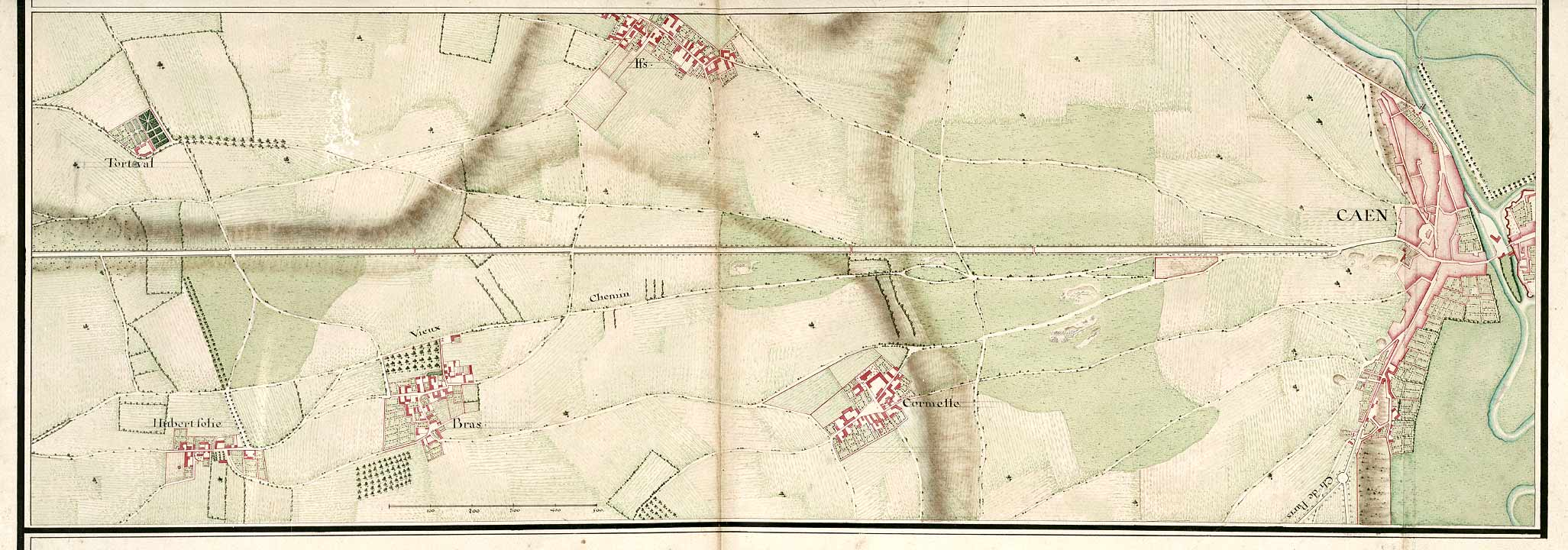
L'Atlas de Trudaine (XVIIIe siècle).
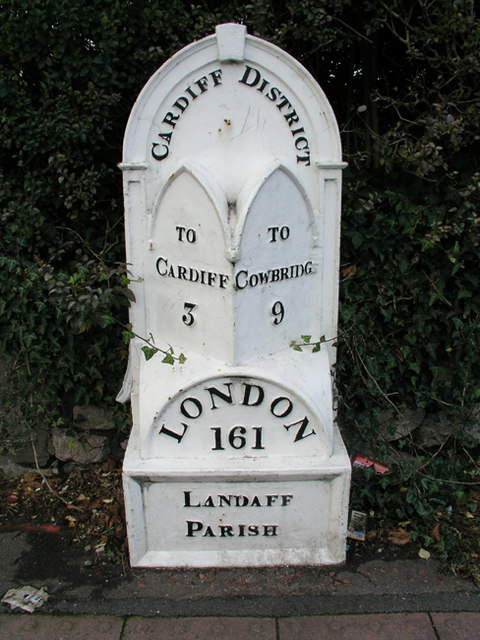
Borne routière au pays de Galles.
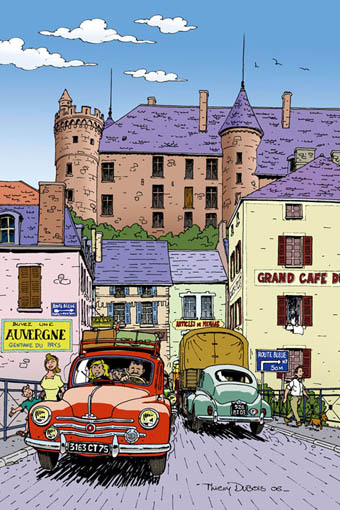
Évocation dessinée des embouteillages de la N 7 à Lapalisse dans l'Allier, par Thierry Dubois.
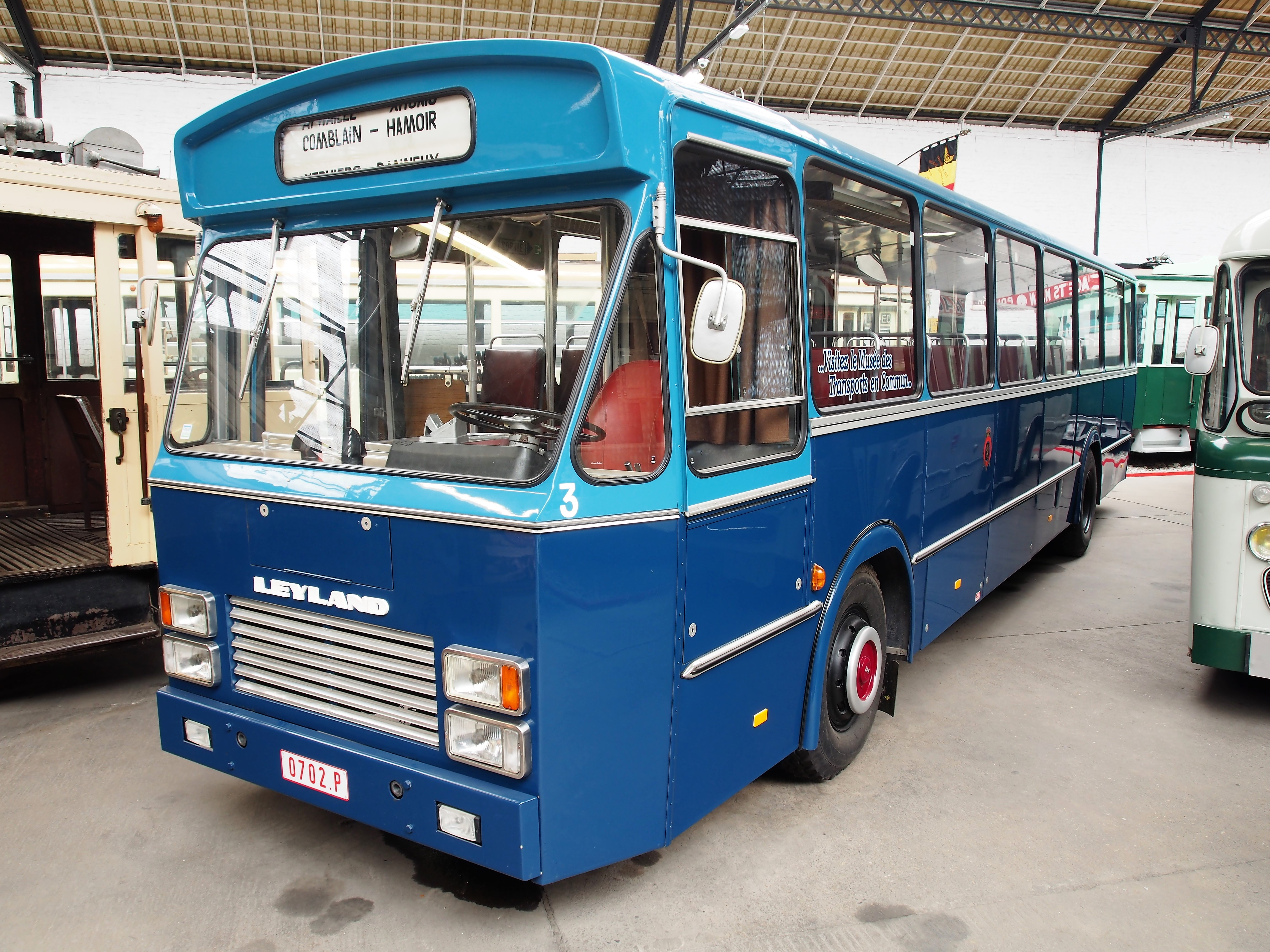
Autobus Leyland au Musée des transports en commun de Wallonie.
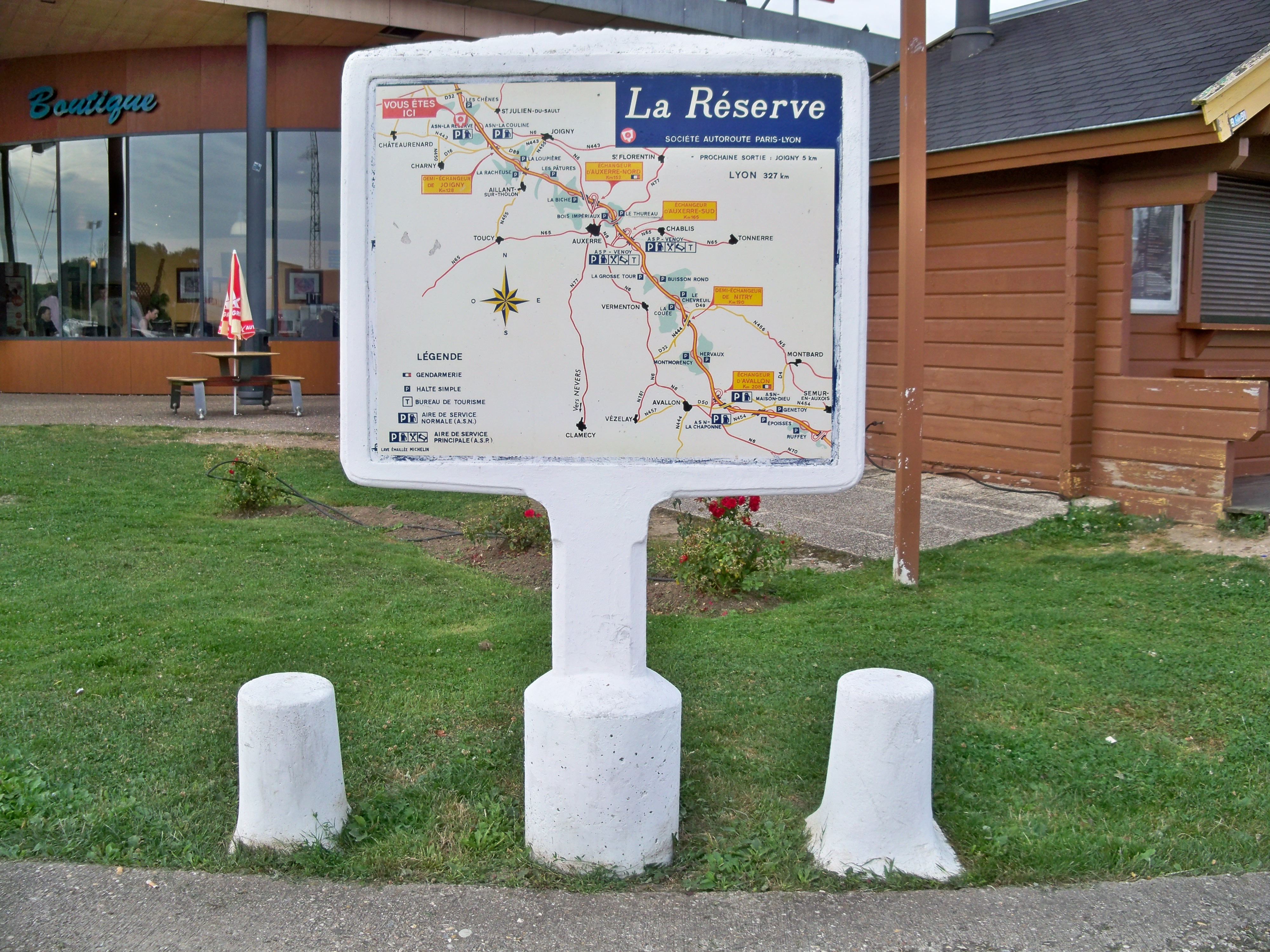
Panneau émaillé Michelin situé sur l'aire de la Réserve-Avia sur l'autoroute A6 au nord-ouest d'Auxerre dans l'Yonne.

## Histoire

### Bénévoles et associations
Le patrimoine routier semble faire l'objet d'un regain d'intérêt de la part des amateurs d'histoire et de patrimoine depuis les années 2000, à la faveur de l'implication de passionnés, collectionneurs et réparateurs,,, voire de collectivités. Parmi les associations mobilisées, figurent l'association Henri-Bouillant, située dans le Loiret, le Conservatoire indépendant des équipements routiers européens (CIERE), établi à Dunkerque et fondé en 2022.
Les plaques de cocher figurent parmi les objets bénéficiant d'un regain d'intérêt ; un réseau national se constitue pour en produire le recensement exhaustif,,.

### Institutionnalisation de la valorisation
Dans les années 1980 et 1990, à la faveur du regain d'intérêt pour le patrimoine industriel et le patrimoine rural, les chercheurs commencent à s'intéresser à de nouveaux corpus d'objets patrimoniaux, comme les bornes Michelin.
En France, la région Bretagne est la première à engager une opération d'inventaire général sur les éléments de patrimoine routier de son territoire, à savoir les panneaux indicateurs, via son service de l'Inventaire, et de manière participative,. De façon plus ponctuelle et marginale, certains éléments du patrimoine routier, comme des bornes et panneaux Michelin, ont été intégrés à l'inventaire général au gré des repérages des chercheurs, comme en Ariège, où les archives départementales les mettent en avant, dans le Tarn-et-Garonne ou dans la Vienne. Quelques plaques de cocher, de façon très marginale, bénéficient aussi d'une inscription à l'inventaire, voire d'une protection au titre des objets sur la base Palissy ; c'est le cas de 56 plaques en Ariège, inscrites entre 1996 et 2000 sous les dénotations « plaques toponymiques » ou « plaques de chemin », pourtant inappropriées,,.
Pour Nathalie Heinich, la difficile patrimonialisation des éléments de l'histoire routière, comme les bornes Michelin, tient au fait que ces objets ne relèvent ni d'un artisanat d'art ni d'un processus de création architecturale, alors que la qualité artistique constitue encore un argument important dans l'intégration des objets patrimoniaux aux corpus protégés.